# Clubiona kurosawai
Clubiona kurosawai là một loài nhện trong họ Clubionidae.
Loài này thuộc chi Clubiona. Clubiona kurosawai được Hirotsugu Ono miêu tả năm 1986.